# Emile Santiago
Emile Santiago (Bloomsburg, 21 febbraio 1899 – 23 giugno 1995) è stata una costumista statunitense.
Insieme a Charles LeMaire ha vinto l'Oscar ai migliori costumi per La tunica nel 1954.

## Filmografia
- Androclo e il leone (Androcles and the Lion), regia di Chester Erskine (1952)
- Salomè (Salome), regia di William Dieterle (1953)
- La tunica (The Robe), regia di Henry Koster (1953)
- La straniera (Strange Lady in Town), regia di Mervyn LeRoy (1955)
- Il grande paese (The Big Country), regia di William Wyler (1958)